# Огіївка (Берестинський район)
Огі́ївка — село в Україні, у Берестинському районі Харківської області. Населення становить 915 осіб. Орган місцевого самоврядування — Огіївська сільська рада.
Після ліквідації Сахновщинського району 19 липня 2020 року село увійшло до Красноградського (Берестинського) району.

## Географія
Село Огіївка знаходиться на берегах річки Вошива, вище за течією на відстані 4 км розташоване село Гришівка, нижче за течією на відстані в 1 км розташоване село Шевченкове. На річці зроблена велика загата. На відстані 1 км розташоване село Гаркушине.

## Історія
1924 — дата заснування виходцями із села Нехвороща що на Полтавщині.
Під час організованого радянською владою Голодомору 1932—1933 років померло щонайменше 2 жителі села.

## Економіка
- Молочно-товарна і птахо-товарна ферма.
- Олійниця.
- Сільськогосподарський кооператив «Україна».

## Об'єкти соціальної сфери
- Дитячий садочок.
- Школа.
- Будинок культури.
- Фельдшерсько-акушерський пункт.
- Церква Ікони Почаївської Божої Матері